# Ilmar Talve
Ilmar-Aleksander Talve (till 1936 Thalfeldt), född 17 januari 1919 i Mga, död 21 april 2007 i Åbo, var en estländsk etnolog verksam i Finland.
Efter studier för magistergraden 1942 i Dorpat och arbete vid Estlands nationalmuseum flydde Talve till Stockholm, där han från och med 1945 verkade som amanuens vid det av Sigurd Erixon ledda Institutet för folklivsforskning. Han blev filosofie doktor där 1960. Han var lektor i estniska vid Åbo universitet 1959 samt assistent och docent i etnologi 1959–1962. Från 1962 till 1986 var han verksam som professor i finsk och jämförande folklivsforskning vid Åbo universitet. År 2005 utnämndes han till hedersdoktor vid Tartu universitet.
Under intryck av Erixon kom Talve att förnya den finska etnologin med inriktning på stads-, hantverks- och arbetarkultur, seder och socialt liv, matvanor och folkkulturens historiska grunder. Han byggde upp en institution i ämnet vid Åbo universitet med omfattande frågelistverksamhet, fältarbete och serien Scripta Ethnologica. Han skrev även romaner och noveller.

## Publikationer i urval
- Ainult inimene (1949)
- Maja lumes (1952, sv. Huset i snön 1964)
- Juhansoni reisid (1959)
- Bastu och torkhus i Nordeuropa (akad.avh. 1960)
- Den nordosteuropeiska rian (1961)
- Folkligt kosthåll i Finland (1977)
- Suomalaisen kansanelämän historialliset taustatekijät (1972)
- Helsinge kyrkoby (1972)
- Suomalainen kansankulttuuri (1979)

### Uppslagsverk
- Lönnqvist, Bo: Talve, Ilmar i Uppslagsverket Finland (webbupplaga, 2012). CC-BY-SA 4.0